# Colette Borelli
Pour les articles homonymes, voir Borelli et Benquet (homonymie).
Aline Colette Benquet dite Colette Borelli, née à Saint-Germain-en-Laye le 2 septembre 1923, morte à Dinard le 25 mai 1997, est une actrice française.
Elle est la sœur de l'actrice Janine Borelli et des acteurs Jean Borelli et Claude Borelli.

## Biographie
Fille de l'écrivain René Benquet (1875-1962) et de la comédienne Blanche Boraley dite Borelli (1889-1986) dont elle a repris le nom de théâtre (Boraley transformé à l'italienne), Colette Benquet était la sœur de l'actrice Janine Borelli (Jeanne Benquet 1914-1998), de l'acteur Jean Borelli  (Jean Benquet 1925-2013) et de l'acteur Claude Borelli (Claude Benquet 1928-2003).
Les "enfants Borelli" avaient une certaine notoriété au cinéma et théâtre durant l'entre deux guerres, on les retrouve seuls ou ensemble dans de nombreux films, ainsi qu'au théâtre et jusque sur les planches du Théâtre-Français.

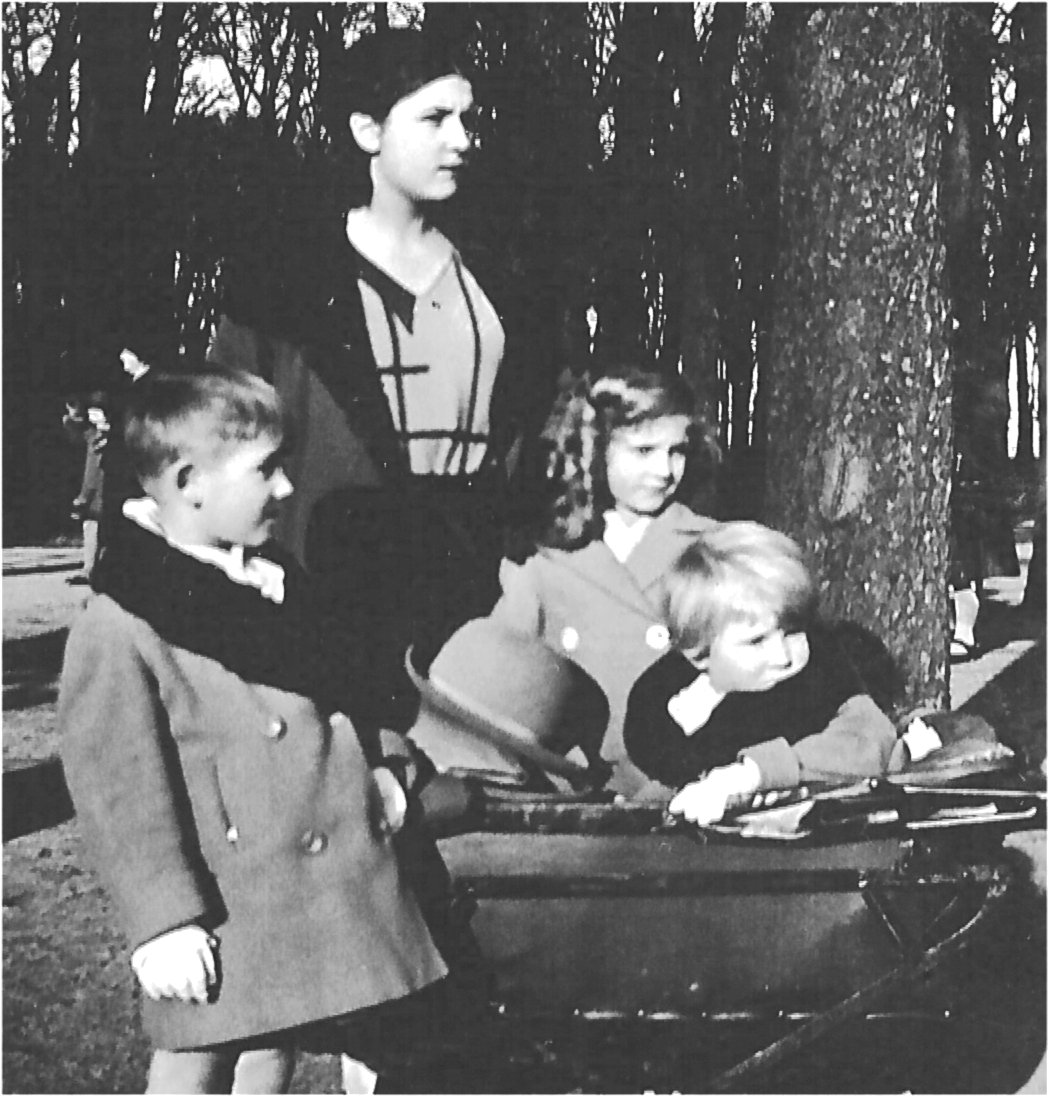
Les enfants Borelli en 1931 : Jean, Jeanine, Colette et Claude

Actrice, danseuse, chanteuse et comédienne, Colette Borelli a aussi été la 1re voix française de Shirley Temple, après une sélection quand elle était à l'école du spectacle et a aussi doublé Freddie Bartholomew. Elle interprète aussi des versions françaises de chansons de films. Le succès des films de Shirley Temple est tel que la compagnie de disques française Idéal propose à Colette Borelli de graver les chansons qu'elle y a interprété sur disques. La Fox fera aussi publier un disque de promotion par Polydor.
En 1933 elle intègre La troupe de comédie musicale du bon petit diable créée par Joë Bridge, entièrement composée d'enfant, qui contribua à la faire connaitre comme chanteuse et danseuse et sera pressentie pour y remplacer Irène de Trébert.
En 1936 elle est couronnée reine des gosses de Paris au cirque du concours Lépine.
En 1937 oubliée dans le générique du film Les Perles de la couronne elle fera un procès à Sacha Guitry

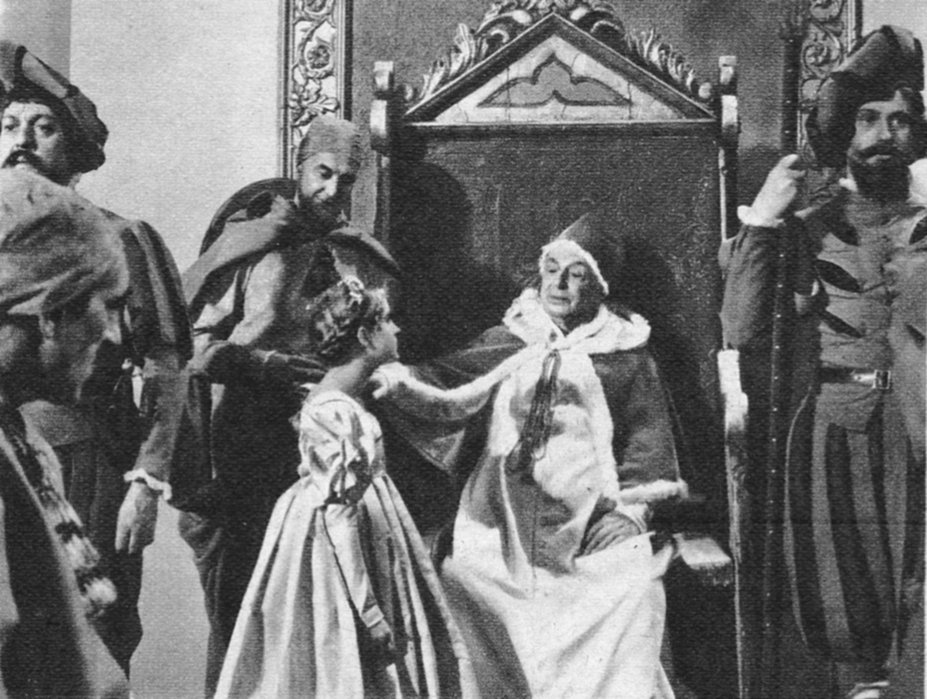
Colette Borelli et Ermete Zacconi dans "Les perles de la Couronne" (1937)

## Filmographie
- 1927 : La Sirène des tropiques d'Henri Étiévant et Mario Nalpas
- 1931 : Atout cœur d'Henry Roussel
- 1931 : La Chienne de Jean Renoir
- 1931 : L'amour à l'américaine, de Claude Heymann
- 1932 : Poil de Carotte de Julien Duvivier
- 1932 : Mirages de Paris de Fedor Ozep
- 1932 : La Vierge du rocher de George Pallu
- 1933 : Son autre amour de Constant Rémy et Alfred Machard[8]
- 1934 : Le Centenaire (Court métrage) de Pierre-Jean Ducis[9] : Mathilde enfant
- 1935 : Le Chant de l'amour de Gaston Roudès
- 1935 : Sous la griffe de Christian-Jaque
- 1936 : La Rose effeuillée de Georges Pallu
- 1937 : Les Perles de la couronne de Christian-Jaque et Sacha Guitry : Catherine de Médicis
- 1937 : Paris de Jean Choux
- 1938 : La Bâtarde de Jacques Daroy
- 1939 : Thérèse Martin de Maurice de Canonge : Thérèse enfant[10]
- 1943 : Untel père et fils de Julien Duvivier

## Théâtre
- 1933 : Toto, de Joé Bridge troupe Le Bon petit diable, Salle Iéna[11]
- 1933 : Rhumpelstilzkine, de Mariam Moussa, spectacles du Studio Enfantin[12]
- 1934 : Les misérables, d'après Victor Hugo, mise en scène Paul Meurice et Charles Hugo, Théâtre des Ambassadeurs
- 1935 : La puissance de l'enfant, de George Loiseau, Mise scène d'Henry Dreyfus, A Dauville[13]
- 1935 : Princesse Isabelle, de Maurice Maeterlinck, Théâtre de la renaissance
- 1936 : La Folle du ciel d'Henri-René Lenormand, mise en scène Georges Pitoëff, Théâtre des Mathurins[14] k
- 1936 : Poucette de Charles Vildrac, mise en scène Georges Pitoëff, théâtre des Mathurins[15]
- 1936 : Le Quatorze Juillet de Romain Rolland, Théâtre de l'Alhambra[16] et Théâtre de la porte Saint Martin
- 1937 : Le Malade imaginaire, de Molière, à la Comédie Française
- 1937 : Chatterton, d'Alfred de Vigny, à la Comédie Française

## Doublage
- La P'tite Shirley (Film 1934) voix française de Shirley Temple [2]
- Shirley aviatrice (Film 1934) voix française de Shirley Temple[2]
- Le petit Colonel (Film 1935) voix française de Shirley Temple[2]
- Boucle d'Or (Film 1935) voix française de Shirley Temple[2]
- La Petite Rebelle (Film 1935) voix française de Shirley Temple[2]
- Capitaine Janvier (Captain January Film 1936) voix française de Shirley Temple[2]
- Au seuil de la vie (Film 1936) voix française de Freddie Bartholomew[4]
- Pauvre Petite Fille riche (Film 1936) voix française de Shirley Temple
- Ching-Ching (Film 1936) voix française de Shirley Temple
- Fossettes (Film 1936) voix française de Shirley Temple
- Capitaine courageux (Film 1937) voix française de Freddie Bartholomew[4]
- La Mascotte du régiment (Wee Willie Winkie Film 1937) voix française de Shirley Temple )
- Heidi  (Film 1937) voix française de Shirley Temple
- Mam'zelle vedette (Rebecca of Sunnybrook Farm Film 1938) voix française de Shirley Temple
- La Vie en rose (film, 1938) voix française de Shirley Temple
- Hôtel à vendre (Little Miss Broadway Film 1938) voix française de Shirley Temple[4]
- Susannah de la police montée (Film 1939) voix française de Shirley Temple
- L'Autre (Film 1939) voix française de Peggy Ann Garner
- Petite Princesse (The Little Princess 1939) voix française de Shirley Temple[17]

## Discographie
- Shirley Temple – "Le Jazz Shirley" Label: Polydor Disque promotionnel offert par la FOX- Titres : L'Avion En Bonbons (du Film Shirley Aviatrice) - Le Petit Colonel (Du Film Le Petit Colonel)
- Colette Borelli "Les Chansons de Shirley Temple" Label: Idéal 13.268
- Le Jazz  de Shirley  "  le petit colonel  "  Label: Polydor 524.088 du 13 Juin 1935

## Radio'
- 1938 : interview sur radio Luxembourg
- 1937 : Le trésor de la tante Pescadou, tous les jeudis sur radio Tour Eifel (Radio-Cité), avec Maurice Chevalier